# W49 (核弾頭)
W49は、アメリカ合衆国が開発した核弾頭。アメリカ空軍の長距離弾道ミサイル向けの熱核弾頭であり、ロスアラモス国立研究所で開発されている。
B28核爆弾の発展型であり、1958年-1964年にかけて生産された。サイズは直径20インチ、長さ54.3-57.9インチ、重量1,640-1,680ポンド。信管は、触発および空中爆発が用意された。搭載されたミサイルはPGM-19 ジュピターおよび PGM-17 ソアー（Mk.2再突入体）、アトラスD（Mk.2またはMk.3再突入体）であり、各ミサイルに1基ずつ搭載される。最後まで配備されていたのはアトラスDであり、1964年に退役している。